# Ptolomeu de Comagena
Ptolomeu de Comagena foi um sátrapa de Comagena, sujeito aos reis selêucidas, que declarou-se independente, estabelecendo o Reino de Comagena.

## Biografia
Ptolomeu era o sátrapa de Comagena e mostrava pouco respeito pelos reis da Síria (o Império Selêucida). Declarou a independência de Comagena, e como os reis da Síria estavam ocupados com outras guerras, e Comagena tinha defesas naturais, não interferiram. Ptolomeu expandiu o reino, conquistando Melitene do Reino da Capadócia, mas recuou quando Ariarates marchou contra ele com uma grande força.